# East Side Story (evolúciós elmélet)
Az East Side Story egy elmélet népszerű elnevezése, amelyet Yves Coppens francia antropológus alkotott 1980-ban annak magyarázatára, hogy az ember és az emberszabású majmok leszármazási vonala miként válhatott szét Kelet-Afrikában.

## Kelet-Afrika a késő harmadkorban
A középső miocénben (kb. 15 millió évvel ezelőtt) Afrikát kelettől nyugatig összefüggő erdőségek borították (a mai szavannák a nagy vándorló csordákkal csak mintegy 3 millió éve alakultak ki). Ekkoriban Afrikában már számos emberszabású majomfaj élt.
A kéregváltozások eredményeképpen mintegy 12 millió éve létrejött Kelet-Afrikában az észak-déli irányban végighúzódó árokrendszer, a Nagy-hasadékvölgy (angolul: Great Rift Valley), amely elzárta Kelet-Afrikát a nedves légtömegek elől, így ott a korábbi összefüggő erdőségek széttöredeztek: erdőfoltokból, ligetes és cserjés területekből álló területek alakultak ki, azonban a nyílt füves térségek még nem voltak jellemzőek a vidékre. A hasadékvölgy kialakulása kettős következménnyel járt: egyrészt állatpopulációkat választott ketté; másrészt pedig változatosabb ökológiai viszonyokat hozott létre (hűvösebb, erdős fennsíkok, illetve forró, száraz alföldek), amelyek köztudottan az evolúció gyorsítói.

## A két lábon való járás kialakulása
Feltehetően ezek a folyamatok vezethettek az első, két lábon járó korai emberfélék megjelenéséhez mintegy 5-6 millió évvel ezelőtt (mindenesetre több fajról lehet szó), akik kb. olyanformán élhettek, mint a mai szavannai páviánok. Ez az a kérdéses időszak, amelyből nagyon hiányoznak a biztos leletek. A feltételezések szerint ebben az időszakban az emberszabású majmok egy populációja (a későbbi Australopithecus-fajok feltételezett ősei) úgy alkalmazkodott a szárazabb körülményekhez, hogy a megritkult erdei környezetben még a fákon éltek és táplálkoztak, de a fák között már két lábon járva közlekedtek.

## Sahelanthropus tchadensis
2002-ben a francia Michel Brunet vezette francia-csádi kutatócsoport Csád területén egy csaknem teljesen ép, 7 millió éves hominidaszerű koponyát talált, amelyet Toumai-nak neveztek el. A nagyon várt lelet meglehetősen megosztja az antropológusokat, mivel egyrészt vitatott, hogy valóban a (két lábon jó) hominidákhoz tartozik, másrészt pedig zavaró, hogy a Nagy Hasadékvölgytől mintegy 2500 km nyugatra találták meg („rossz helyen”). Mindenesetre a tudományos vitákból kiérezhető egyfajta angolszász-francia rivalizálás.

### Magyar nyelven
- Gyenis Gyula: Humánbiológia, a hominidák evolúciója; Nemzeti Tankönyvkiadó, 2001.
- Richard Leakey: Az emberiség eredete; Kulturtrade, 1997.

### Angol nyelven
- An Ancestor To Call Our Own[halott link]
- Fossil humans